# Jeremiah Massey
Jeremiah Timotheus Massey (Detroit, Míchigan, 22 de julio de 1982) es un exjugador de baloncesto profesional de origen estadounidense nacionalizado macedonio, país este último con el que ha llegado a debutar como internacional absoluto. Jugaba de ala pívot.

## Trayectoria deportiva
Tras cuatro años en el baloncesto universitario estadounidense, Massey se presentó al Draft de 2005 de la USBL, donde fue elegido en el sexto puesto de la primera ronda por los Kansas Cagerz. Sin embargo jamás jugó para ese equipo, optando en su lugar por iniciar una carrera en el extranjero. 
Su primer destino fue Europa, donde jugó para equipos de la A1 Ethniki de Grecia, de la Liga ACB de España, de la Superliga de Rusia y de la Basketball Bundesliga de Alemania, incluyendo el Real Madrid.
Pasó luego por el baloncesto libanés y en 2016 jugó para el Al-Gharafa de Catar, tanto en su versión de 5x5 como en su versión de 3x3.
Posteriormente migró a Sudamérica, donde compitió en la Liga Nacional de Básquet de Argentina con las camisetas de Libertad de Sunchales, Quimsa y Olímpico. También actuó en el Bauru del Novo Basquete Brasil y en Urunday Universitario de la Liga Uruguaya de Básquetbol.

## Selección nacional
Massey jugó para la selección de baloncesto de Macedonia del Norte en 2009.